# Trix Gerritse
Trix Gerritse is een personage uit de Nederlandse soapserie Goede tijden, slechte tijden. De rol werd van januari tot november 1992 gespeeld door actrice Mirjam de Rooij.

## Levensverhaal
Peter Kelder gaat in de bouw werken en komt in contact met Jan-Henk Gerritse. Jan-Henk heeft heel veel last van zijn rug, maar heeft de inkomsten van zijn werk nodig om rond te kunnen komen. Peter komt een keer bij hem eten en maakt kennis met zijn zus Trix, met wie hij samenwoont. Trix en Jan-Henk willen allebei dat Peter bij hen komt wonen en dat doet hij uiteindelijk ook. Met de komst van Peter wordt het weer gezellig in huis.
Jan-Henk en Peter kunnen het steeds beter met elkaar vinden. Door een ongeval tijdens het werk, beseft Peter dat Jan-Henk moet stoppen. Peter haalt hem over om samen een bedrijfje te beginnen. Trix wil ook graag voor inkomsten zorgen en werkt als barvrouw in eetcafé De Cactus. Op haar werk kan ze het goed vinden met Myriam van der Pol. Langzaamaan begint Trix de mensen in Meerdijk te kennen. Ze wordt samen met Jan-Henk uitgenodigd bij Karin en Jef Alberts. Als Karin in de Rozenboom Trix voorstelt aan zakenman Frits van Houten, is Trix verliefd.
Trix begint een verhouding met Frits. Veel vrienden en zelfs haar broer Jan-Henk waarschuwen haar voor hem. Trix is tot over haar oren verliefd en negeert de meningen van anderen. Frits vraagt Trix bij hem te komen wonen. Jan-Henk laat zijn zus weten het te kunnen accepteren dat ze samenwoont met Frits. Door zijn werk als directeur van Van Houten International heeft Frits vaak afspraken met zakenrelaties. Wanneer Trix een etentje heeft met Carl en Violette Zomer, voelt ze zich diep ongelukkig. Frits probeert Trix op te beuren. Trix is ervan overtuigd dat Frits echt van haar houdt.
Hun relatie krijgt een andere wending als Trix ontdekt dat ze zwanger is. Playboy Frits neemt niet de verantwoordelijkheid voor Trix' kind en eist een abortus. Als Trix het leven niet meer ziet zitten, doet ze een zelfmoordpoging. Jan-Henk is woedend en gaat tegen Frits tekeer. Trix en Jan-Henk leggen hun ruzie bij. Jan-Henk wil wraak nemen op Frits. Frits' halfbroer Rien Hogendoorn logeert op dat moment bij Frits. Als Rien in Frits' badjas de badkamer uitkomt, wordt hij neergeschoten. Rien overleeft de schietpartij niet. Met het overlijden van Rien is alles nog niet voorbij. Jan-Henk komt in de gevangenis terecht. Trix heeft een huurmoordenaar ingehuurd om Frits te vermoorden.
Trix bevalt na negen maanden van haar baby. In het bijzijn van Helen Helmink en Mickey Lammers komt haar zoon ter wereld. Ze noemt hem Fritsje, naar de vader. Vlak na de geboorte ontstaat er een strijd rondom de baby. De vader van Frits, Herman Hogendoorn, wil het kind zelf opvoeden. In paniek vlucht Trix naar het buitenland. Herman vertrekt naar Australië, waar hij het kind weet te bemachtigen. Kort hierna komt er nieuws van de gevluchte Trix, die in Australië een dodelijk ongeluk heeft gekregen. Frits vermoedt dat Herman hierachter zit, maar het kan ook een tweede zelfmoordpoging zijn. Herman Hogendoorn bevestigt de ontvoering van zijn kleinzoon, maar ontkent elke betrokkenheid bij haar dood. Ruim tien jaar later keert deze jongen weer terug naar Meerdijk. Zijn grootvader is overleden en hij heet nu Jack van Houten.